# An Animated Doll
An Animated Doll è un cortometraggio muto del 1913. Il nome del regista non viene riportato nei credit.

## Produzione
Il film fu prodotto dalla Essanay Film Manufacturing Company.

## Distribuzione
Il film - un cortometraggio lungo 229 metri - uscì nelle sale cinematografiche USA il 27 maggio 1908.